# Topolinia
Topolinia (in inglese dal 1935 al 1939 Hometown, dal 1939 al 1990 Mouseville, dal 1990 Mouseton) è una città immaginaria, che fa da ambientazione principale per le storie che coinvolgono i personaggi dei prodotti di animazione e fumetti Disney Topolino, Minni, Pluto, Pippo e molti altri. Topolinia è spesso rappresentata come vicina a Paperopoli, la città in cui vive Paperino. Secondo la continuity tradizionale, entrambe le città si trovano nello Stato americano fittizio del Calisota, analogo al nord della California.
L'universo narrativo che ha per protagonista Topolino nacque dai cortometraggi animati di Topolino prodotti dalla Disney a partire dal 1928, ma la sua prima versione coerente fu creata da Floyd Gottfredson nelle strisce a fumetti di Topolino. Esiste anche una versione per parchi a tema dell'universo, chiamata Mickey's Toontown e presente a Disneyland e Tokyo Disneyland. Il termine "universo di Topolino" non viene usato ufficialmente da The Walt Disney Company, ma è stato usato dal fumettista e storico dell'animazione David Gerstein.

## Descrizione

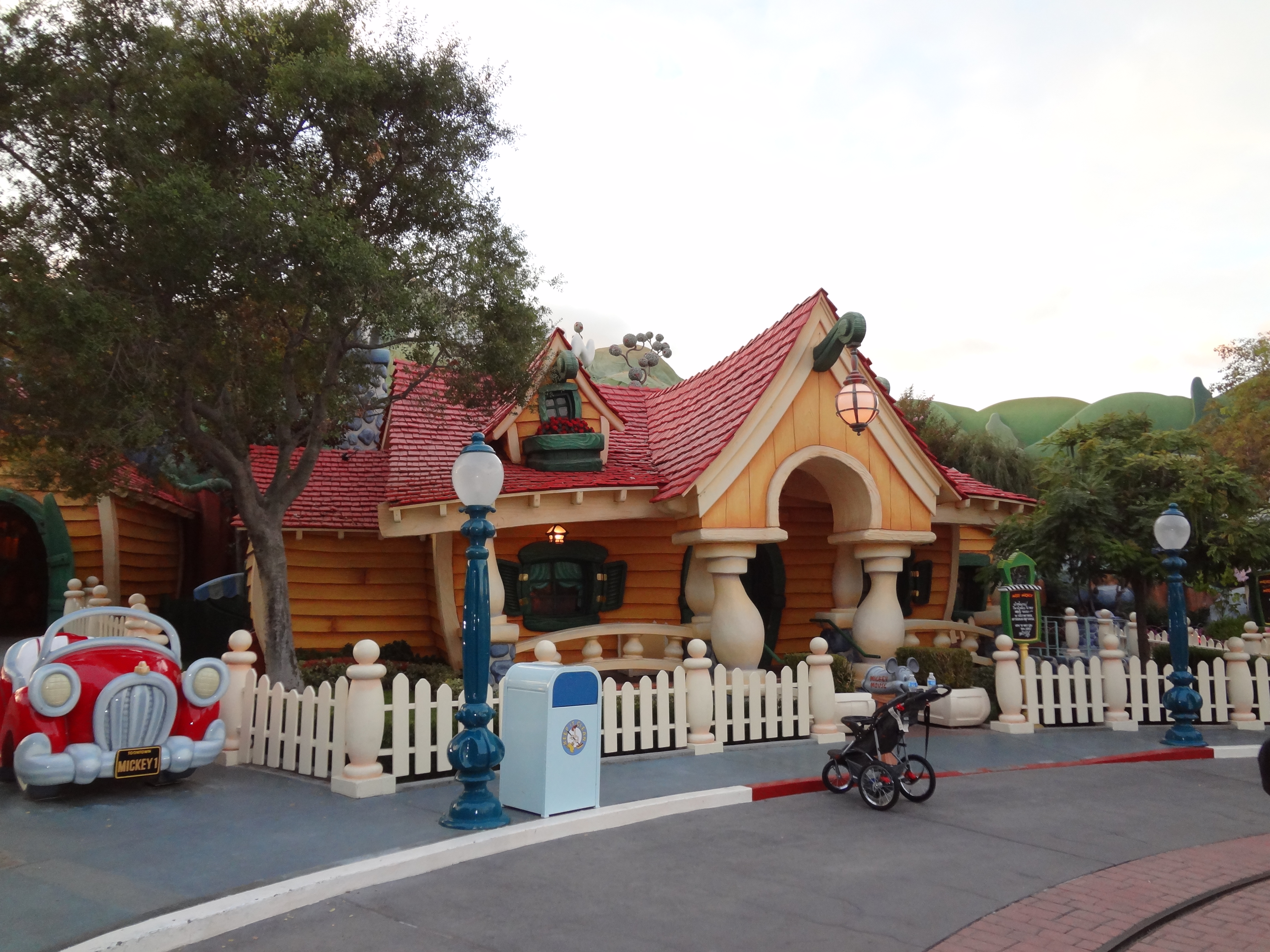
La casa di Topolino come attrazione della Mickey's Toontown di Disneyland

Topolinia (Mouseton) è, insieme a Paperopoli, una delle due città in cui abitano i personaggi Disney. In Italia il nome di Topolinia fu introdotto nella storia Topolino nella valle dell'incanto (1952), scritta da Guido Martina; negli Stati Uniti la città veniva genericamente indicata come Hometown, termine che indica la città natale o di residenza, e usato per la prima volta il 23 giugno 1935 in una tavola domenicale di Ted Osborne e Floyd Gottfredson. In seguito è stata chiamata Mouseville, nome introdotto da Floyd Gottfredson e Merril De Maris nella storia Topolino e il mistero di Macchia Nera (1939); a partire dal 1990 il nome è stato cambiato in Mouseton per problemi di copyright relativi al nome Mouseville.
A Topolinia abitano Topolino, Pippo, Pluto e altri come il commissario Basettoni e gli avversari del protagonista, Pietro Gambadilegno e Macchia Nera. Nella storia Topolino imperatore della Calidornia (1961), scritta e disegnata da Romano Scarpa, nel XIX secolo la città era nominata Spavent City. La città è la capitale del Calisota, lo stesso stato dove sorge Paperopoli, sulle coste dell'oceano Pacifico. Essa è ubicata sulla foce del Mouse River e i primi abitanti di Topolinia furono dei bucanieri spagnoli, che si stanziarono lì alla fine del Seicento, come raccontato nella storia Topolino e il festival dei bucanieri. Diversamente da Paperopoli, del fondatore di Topolinia non si sa quasi niente a parte il nome Geremia Ratt, a cui è dedicata una enorme statua con una scala all'interno oltre ad avere la testa scolpita sul Monte Rattmore.

## Personaggi

### Topolino
Topolino (Mickey Mouse) è un topo antropomorfo intraprendente, altruista e curioso, nonché rinomato detective che lavora per il commissario Basettoni riguardo ai casi che affliggono la città di Topolinia, causati perlopiù dai suoi acerrimi nemici Pietro Gambadilegno e Macchia Nera. Ha una fidanzata di nome Minni, un cane di nome Pluto e il suo migliore amico è Pippo. Nonostante sia di buon cuore, in certi casi dimostra di avere anche un lato pigro e immaturo che a volte può portare a risvolti disastrosi, salvo poi riuscire sempre a trovare la soluzione a ogni problema.

### Minni
Minni (Minnie Mouse) è la fidanzata di Topolino, una topa antropomorfa molto gentile e disponibile ma che all'occorrenza sa dimostrarsi determinata. È molto legata al suo fidanzato, a tal punto da esserne perfino gelosa. La sua migliore amica è Clarabella ma in diverse storie ha buoni rapporti anche con Trudy, la fidanzata di Gambadilegno, mentre invece con Paperina (la quale abita a Paperopoli) si vede più raramente. Diventa protagonista dello spin off Minnie Toons de La casa di Topolino.

### Pippo
Pippo (Goofy) è il miglior amico di Topolino, un cane antropomorfo con due grossi denti sporgenti e alto di statura. È simpatico e amichevole ma anche parecchio sbadato, goffo, maldestro e non molto intelligente, caratteristiche che risultano fastidiose ai suoi amici. Nei fumetti ha un nipote di nome Gilberto, uno studente universitario prodigio, mentre in alcuni corti ha una moglie e un figlio di nome Junior (in seguito rinominato Max), insieme a quest'ultimo diventerà protagonista della serie Ecco Pippo! e dei film correlati a essa. In una particolare serie di cortometraggi (dove è presente anche una voce narrante che accompagna il tutto) compie invece diverse attività istruttive che però non vanno mai a buon fine. Ha anche un alter ego da supereroe, ovvero Superpippo.

### Clarabella
Clarabella (Clarebelle Cow) è la migliore amica di Minni, una mucca antropomorfa affabile, alla moda ma anche parecchio pettegola (quest'ultima caratteristica viene dimostrata in particolar modo nella serie House of Mouse - Il Topoclub), è fidanzata con Orazio ma in alcune apparizioni (specie quelle in cui è assente quest'ultimo) ha una storia con Pippo.

### Orazio
Orazio Cavezza (Horace Horsecollar) è il fidanzato di Clarabella, un cavallo antropomorfo molto amico di Topolino e prodigioso meccanico della città di Topolinia.

### Pietro Gambadilegno
Pietro Gambadilegno (Peg Leg Pete) è un enorme gatto antropomorfo di corporatura massiccia, uno dei più grandi criminali di Topolinia nonché il peggior nemico di Topolino. Irascibile, rozzo e prepotente, disprezza fortemente Topolino per la sua capacità di mandare sempre all'aria i suoi furti e farebbe di tutto pur di toglierselo di mezzo, nonostante nelle storie più recenti abbia dimostrato un lato più "umano" di sé. Nei fumetti (soprattutto italiani) ha una fidanzata di nome Trudy e un cugino scienziato di nome Plottigat, mentre nella serie Ecco Pippo! (dove invece di essere un furfante è un rivenditore di automobili usate, pur attuando spesso metodi illegali) ha una moglie di nome Peg e due figli, P.J. e Carabina. In molte storie a strisce, soprattutto nelle prime, ha una protesi di legno al posto della gamba sinistra (da qui deriva appunto il suo soprannome).

### Macchia Nera
Macchia Nera (Phantom Blot) è uno degli arcinemici di Topolino insieme a Pietro Gambadilegno. È un cane antropomorfo vestito con una lunga tunica nera che lo ricopre interamente. Appare più intelligente e competente di Pietro e tende a sentirsi superiore a lui e ad altri criminali, dimostrando quindi di avere un grande ego.

### Max Goof
Max Goof è il figlio di Pippo, compare in alcuni cortometraggi sotto il nome di Junior e con l'aspetto di un giovane ragazzino dai capelli color carota, mentre nella serie animata Ecco Pippo! e nei film derivati da essa appare più grande e con un aspetto più simile al padre. 

### Tip e Tap
Tip e Tap (Morty e Ferdie Fieldmouse) sono i nipotini di Topolino nonché figli della signora Topolonia. Nelle loro prime apparizioni si presentano come delle vere e proprie pesti, ma col passare del tempo sono diventati più maturi, rispettosi e assennati. Vanno spesso a trovare lo zio per fargli visita e confrontarsi con lui. Nel mondo dell'animazione sono apparsi molto poco (essendo stati sostituiti da altri nipotini), una delle loro comparse più notevoli è nel cortometraggio Il Canto di Natale di Topolino.

### Tognone
Tognone (Marcus Mouse) è il padre di Minni che svolge il mestiere di agricoltore, apparso per la prima volta nella storia Topolino e il bel gagà del 1930.

### Commissario Basettoni
Adamo Basettoni (Chief O'Hara) è il commissario della polizia di Topolinia nonché grande amico di Topolino, grazie al quale riesce spesso a risolvere i casi più complicati. È un cane antropomorfo calvo e con le basette (da qui deriva il cognome italiano), ed è di carattere bonario ma allo stesso tempo determinato, alle sue dipendenze ci sono gli ispettori Manetta e Rock Sassi. Nelle storie italiane ha anche una moglie, Petulia.

### Ispettore Manetta
Manetta (Detective Casey) è l'ispettore del commissario Basettoni, un cane antropomorfo contraddistinto dalla costante presenza di un sigaro in bocca e dai pasticci che combina quando deve arrestare i furfanti, più volte si ritrova a dover collaborare con Topolino (verso il quale prova un po' d'invidia per la sua bravura nel risolvere i casi) e Rock Sassi.

### Eta Beta
Eta Beta (Eega Beeva) è un bizzarro uomo del futuro con un'enorme testa a pera, un grosso naso ed enormi mani e piedi con un solo dito. Indossa un gonnellino nero e ha l'abitudine di pronunciare la lettera "p" all'inizio di ogni parola che inizia per consonante (ad esempio la parola "tavolo" viene pronunciata da lui "ptavolo"). Ha anche un animale domestico, ovvero un gangarone (animale fantastico simile a un cane) di nome Flip. Nelle tavole italiane si ciba di naftalina, mentre in originale mangiava kumquat.

### Atomino Bip Bip
Atomino Bip Bip è un atomo antropomorfo ingrandito di circa "due birilliardi di volte" dal professor Enigm, apparso per la prima volta nella storia Topolino e la dimensione Delta di Romano Scarpa. Ha l'aspetto di un omino di colore azzurro, con degli elettroni situati sopra la sua testa. La sua caratteristica principale è quella di inserire in ogni frase il suono "bip" come intercalare. Ha anche un fratello gemello, Atomino Bep Bep.

### Topesio
Topesio (Mortimer Mouse) è un topo antropomorfo alto di statura nonché il rivale di Topolino in amore, infatti vuole conquistare Minni a tutti i costi, ricorrendo perlopiù a trucchi sporchi.

### Professor Enigm
Professor Enigm (Doctor Einmug) è lo scienziato che ha creato Atomino Bip Bip, apparso per la prima volta nella storia Topolino e il mistero dell'uomo nuvola del 1936.

### Gancio il Dritto
Gancio il Dritto (Ellsworth) è un merlo indiano antropomorfo apparso per la prima volta nella Sunday Strips Introducing Ellsworth di Manuel Gonzales e Bill Walsh il 30 ottobre 1949, inedita in Italia. All'inizio viene rappresentato come un normale uccello domestico acquistato da Pippo in un negozio di animali, in seguito diventerà sempre più "umanizzato" da Guido Martina e altri autori che lo utilizzeranno spesso nelle loro storie come spalla di Topolino e Pippo. Nella storia di Romano Scarpa Topolino e il rampollo di Gancio, del 28 dicembre 1975, Gancio trova nel Sahara colui che sarà il suo figlio adottivo, Bruto.

### Bruto
Bruto è il figlio adottivo di Gancio, come quest'ultimo è un merlo indiano antropomorfo vestito con una maglietta rossa e un paio di pantaloni verdi, indossa anche un cappello con la visiera e un paio di guanti. Come Gancio affianca Topolino in numerose avventure dimostrandosi un compagno leale e fedele pur essendo raffigurato anche come un tipo giocoso e ribelle.

### Lupo
Lupo (Silvester Shyster) è un bracco antropomorfo, complice di Pietro Gambadilegno che rappresenta il classico stereotipo dell'avvocato corrotto e privo di scrupoli comparso per la prima volta nella storia Topolino nella valle infernale del 1930. Nonostante sia uno dei primi personaggi a comparire nei fumetti Disney, non ha avuto una grande fortuna nel corso del tempo, venendo così inutilizzato per molti decenni fino agli anni novanta.

### Eli Squick
Eli Squick è un usuraio anziano privo di scrupoli e dal temperamento irascibile, fa da spalla a Gambadilegno in alcune storie degli anni trenta. Tutt'oggi il personaggio viene usato maggiormente nelle storie danesi.

### Pirata Orango
Pirata Orango (Dr. Vulter) è un malvagio orango antropomorfo nemico di Topolino. È vestito come un militare e indossa un monocolo, cerca numerose volte di conquistare il mondo con l'utilizzo del suo sommergibile fantascientifico grazie al quale riesce a impossessarsi delle navi e del loro equipaggio, così da potersi costruire una sua armata personale per i suoi piani di conquista.

### Indiana Pipps
Indiana Pipps è il cugino di Pippo proveniente dall'Arizona, compare per la prima volta nella storia del 1988 Topolino & Pippo in: I predatori del tempio perduto di Bruno Sarda e Maria Luisa Uggetti. È ispirato al personaggio di Indiana Jones e fisicamente è identico a Pippo ma veste come un esploratore ed è caratterizzato da un gran senso di giustizia e un'immensa passione per l'avventura (e per le caramelle alla liquirizia). Il suo acerrimo nemico è il Dottor Kranz.

### Patrizia Porcelli e Patrizio Porcelli
Patrizia Porcelli e Patrizio Porcelli sono una coppia di maiali antropomorfi, marito e moglie, che nel corso degli anni sono apparsi in pochissime storie senza avere mai un ruolo di rilievo.

### Gilberto de Pippis
Gilberto de Pippis è il nipote di Pippo, uno studente universitario dalle grandi doti intellettuali, sebbene in alcune circostanze si dimostri un po' goffo e stralunato proprio come lo zio.

### Gloria
Gloria è una cagna antropomorfa che appare in alcune storie come fidanzata di Pippo.

### Petulia Basettoni
Petulia Basettoni è la moglie del commissario Basettoni nelle storie italiane, fa la casalinga ed è un'ottima cuoca.

### Professor Zapotec
Professor Zapotec è un archeologo di grande fama nonché il direttore del museo archeologico di Topolinia, il suo migliore amico è il professor Marlin, nonostante litighino sempre per delle banali sciocchezze.

### Professor Marlin
Professor Marlin è il migliore amico del professor Zapotec, è uno scienziato che ha inventato una sua macchina del tempo con la quale manda a spasso Topolino e Pippo in varie epoche alla scoperta di misteri storici.

### Plottigat
Plottigat è un cugino di Pietro Gambadilegno che appare nelle storie italiane, ovvero un brillante scienziato malvagio che a volte collabora con il cugino per scopi nefasti, ma i loro intenti finiscono ogniqualvolta per andare a monte anche a causa di quest'ultimo, che per via della sua idiozia finisce sempre per distruggere le invenzioni che lo stesso Plottigat gli presta.

### Trudy
Trudy è la fidanzata di Pietro Gambadilegno nelle storie italiane, adora riempire di coccole il fidanzato e fargli degli squisiti manicaretti e al pari di quest'ultimo è un'enorme gatta di considerevole corporatura. Si allea più volte con lui durante i suoi furti, ma altre volte invece viene rappresentata come un personaggio positivo nonché cara amica di Minni, pur continuando comunque a provare astio nei confronti di Topolino.

### Pierino e Pieretto
Pierino e Pieretto sono i nipotini di Pietro Gambadilegno e Trudy. Sono stati creati da Carlo Panaro e Corrado Mastantuono. Dispettosi e combinaguai, non riescono a combinare niente di buono (proprio come loro zio). Sono comparsi per la prima volta in Topolino numero 1879 del 1991 in una storia intitolata Topolino e un favore da nulla dove Topolino si deve occupare di loro perché Gambadilegno è in prigione. 

### Sgrinfia
Sgrinfia (Scuttle) è una donnola maschio antropomorfa, fedele complice di Pietro Gambadilegno che in alcune storie lo aiuta nella realizzazione dei suoi furti.

### Ciccia
Ciccia (Dum-Dum) è il partner di Sgrinfia, la spalla di Pietro Gambadilegno. Grosso cane antropomorfo, ha sempre rivestito il ruolo di comprimario. Come Sgrinfia, appare come furfantello nelle storie di Paul Murry. In alcune storie è chiamato Torchio.

### Vespa Vermiglia
Vespa Vermiglia (Red Wasp) è un supereroe vestito di rosso, personaggio ricorrente nelle storie brasiliane, nonché uno dei pochi personaggi umani nei fumetti Disney.

### Giuseppe Tubi
Giuseppe Tubi (Joe Piper) è un rapinatore a capo di una banda che finge di essere un idraulico per coprire i suoi furti.

### Topolinda
Topolinda è un'anziana topa antropomorfa, zia di Topolino.

### Dottor Kranz
Dottor Kranz è il nemico principale di Indiana Pipps, cerca sempre di mettere i bastoni fra le ruote a quest'ultimo per prendersi il merito delle sue scoperte e arricchirsi.

### Oscar Boom
Oscar Boom è un orientalista esperto in traduzioni di lingue antiche, amico di Topolino, Pippo e Indiana Pipps.

### Nocciola
Nocciola (Witch Hazel) è una simpatica strega che insieme alla sua scopa vivente Belzebù (il suo aiutante) appare nel cortometraggio animato La notte di Halloween del 1952 dove si allea con Qui, Quo e Qua per costringere Paperino a consegnare i dolcetti ai nipotini nella notte di Halloween. In seguito fa numerose apparizioni nelle strisce a fumetti dove cerca sempre (senza mai riuscirci) di convincere Pippo che le streghe esistono.

### Rock Sassi
Rock Sassi è il collega dell'ispettore Manetta, ha origini campagnole e si è voluto dare alla vita poliziesca con gran disappunto dei suoi familiari che a differenza sua sono dei rubagalline. Nonostante sembri un duro all'apparenza, caratterialmente è un sempliciotto e molto spesso finisce per combinare disastri insieme a Manetta.

### Millie e Melody
Millie e Melody (Millie and Melody Mouse) sono le nipotine di Minni, create nel 1964 da Jim Fletcher. Di loro non si sa quasi nulla, eccetto alcuni parenti: Minni, la loro zia materna, e la madre (quindi sorella di Minni), Marissa, entrambe figlie di Tognone. Residenti a Topolinia insieme alla madre, ogni tanto vanno a trovare la zia nella sua villetta di periferia e appaiono nello spin-off di La casa di Topolino Minnie Toons come le clienti della boutique di Minni.

### Gatto Nip
Gatto Nip (Kat Nip) è un gatto rivale di Topolino negli anni trenta. Nip è un tipo tosto che abita in una baracca piena di trappole nel quartiere campagnolo di Topolinia. Fu creato da Floyd Gottfredson per l'avventura a strisce del 1931 Topolino in guerra col Gatto Nip (parzialmente disegnata da Earl Duvall), ispirandosi ad alcuni gatti che Topolino affrontava nei corti del 1929 Via il gatto, Topolino balla e The Karnival Kid e nella storia a strisce Topolino e il bel gagà. Nella storia Topolino cerca di conoscere Nip, il quale però non vuole essere disturbato. Inizia così una violenta faida tra i due. L'arma più efficace del gatto è annodare la coda al nemico, ma alla fine Nip viene sconfitto e scappa via. Nello stesso anno, Gatto Nip viene adottato da Guglielmo Guastaveglia in sette storie illustrate per Il Popolo di Roma (dove gli viene dato il nome Maramao), nonché da Wilfred Haughton in 14 tavole da lui disegnate per i primi sei numeri del Mickey Mouse Annual fino al 1935. Dopo sessantasette anni di assenza, Nip ricompare nell'enigma a fumetti di produzione danese The Paint Job, scritto da Lars Jensen e disegnato da Xavier Vives Mateu. Le sue apparizioni sono rimaste comunque molto rare. Il suo nome originale è un gioco di parole su "catnip", ovvero la gattaia (che Topolino usa nella storia d'esordio per ubriacarlo).

### Pluto
Pluto è il cane domestico di Topolino, a differenza di Pippo e di tanti altri personaggi non ha tratti antropomorfi ed è un animale vero e proprio (infatti cammina su quattro zampe e abbaia). Pur risultando a volte un po' pasticcione e combinaguai, in realtà è molto fedele al suo padrone ed è sempre pronto ad aiutarlo quando è in difficoltà. Come tutti i "normali" cani ha anche una grande avversione per i gatti, salvo alcune eccezioni (come ad esempio Figaro).

### Butch il bulldog
Butch il bulldog è la nemesi di Pluto. Appare per la prima volta nel corto Un problema di ossi (1940), dove Pluto cerca di rubargli un osso. Da allora apparve in altri dieci corti fino al 1950, e in diverse storie a fumetti (soprattutto statunitensi e danesi) fino al 2001, quasi sempre come rivale (anche in amore) di Pluto. In Figaro e Frankie (1947) è invece nemico di Figaro, mentre nell'episodio di Disneyland Un diploma per Paperino è nemico del papero. Più recentemente è comparso nelle serie TV Mickey Mouse Works, House of Mouse - Il Topoclub e La casa di Topolino: in quest'ultima serie appartiene a Pietro Gambadilegno. A partire da Mickey Mouse Works, il suo doppiatore originale è Frank Welker.

### Fifi la pechinese
Fifi la pechinese è la cagnolina di Minni, e prima fidanzata di Pluto. Appare per la prima volta nella tavola domenicale del 1932 "Topolino servitore del proprio cane", di Floyd Gottfredson. Dal 1933 al 1939 appare in cinque cortometraggi (il primo dei quali è Il primo amore). Ne La famiglia Pluto ha anche dei cuccioli con Pluto. Successivamente le sue apparizioni (anche fumettistiche) si fanno più rare, venendo sostituita nel ruolo di fidanzata di Pluto da Dinah la bassotta. La sua ultima, breve apparizione cinematografica è nel corto Anche Pluto vuol cantare (1947), mentre tra il 1951 e il 1953 compare in cinque storie a fumetti statunitensi. In seguito è stata utilizzata quasi esclusivamente in merchandise e videogiochi, ricomparendo in versione animata nell'episodio Tu, io e Fifi della serie TV Topolino.

### Dinah la bassotta
Dinah la bassotta è la seconda fidanzata di Pluto, e a volte di Butch il bulldog. Appare per la prima volta nel corto Pluto sonnambulo (1942), in sostituzione di Fifi la pechinese. A differenza di quest'ultima, Dinah non è affatto fedele a Pluto e sviluppa spesso un interesse amoroso per Butch, accendendo la rivalità fra i due cani. Inoltre, in un paio di casi (tra cui nel corto d'esordio) dimostra di avere dei cuccioli suoi. Dinah appare in altri quattro cortometraggi, fino al 1950. In seguito riappare nelle serie TV Mickey Mouse Works e House of Mouse - Il Topoclub. Le sue apparizioni fumettistiche sono invece limitate a due tavole domenicali del 1948-1949 scritte da Bill Walsh e disegnate da Manuel Gonzales.

### Louie il puma
Louie il puma viene raffigurato principalmente nei corti di Paperino e Pippo, in cui spesso insegue i protagonisti nel tentativo di mangiarli. Si dimostra piuttosto intelligente quando si tratta di architettare piani per ottenere ciò che vuole, benché i suoi tentativi spesso finiscano in comici fallimenti. L'universo di cui fa parte può essere messo in discussione fin dalle sue prime apparizioni tutte datate 1950, nelle storie a fumetti Topolino miliardario di Jack Bradbury e Il Lupo cattivo pescatore di Gil Turner (nella seconda è in grado di parlare) e nel corto di Paperino La pelle del leone. Appare poi come nemico di Paperino nel corto dello stesso anno Paperino, leone e leoncino (in cui ha anche un figlioletto) e in quello del 1954 Gran Canyon, mentre come nemico di Pippo in Pippo e il leone (1951) e Pippo e il leone (1952). Dopo un cameo nell'episodio di Disneyland del 1959 Highway to Trouble, ha fatto alcune apparizioni nelle serie TV Cip & Ciop agenti speciali, Mickey Mouse Works e House of Mouse - Il Topoclub (nuovamente come antagonista di Pippo). A partire da Mickey Mouse Works, il suo doppiatore originale è Frank Welker.

### Milton il gatto
Milton il gatto è un rivale di Pluto (principalmente per il cibo) che appare in tre cortometraggi: Gatti in agguato (1950), Plutopia (1951) e Pluto e il tacchino arrosto (1951). Nel primo di essi appare insieme al suo tardo compagno Richard.

### Salty la foca
Salty la foca appare nei posti più disparati (la spiaggia, lo zoo, l'artico) e infastidisce Pluto inseguendolo, provocandogli dei guai. Salty di solito lo salva, e i due diventano amici fino alla sua successiva apparizione. Appare in tre cortometraggi: Pluto e la foca (1941), Pluto e la foca (1947) e Topolino e le foche (1948). Più recentemente è comparsa nelle serie TV Mickey Mouse Works, House of Mouse - Il Topoclub e La casa di Topolino.

### Figaro
Figaro è un gatto inizialmente apparso in Pinocchio che poi è diventato il gatto di Minnie.

### Cleo
Cleo è un pesce rosso femmina inizialmente apparsa in Pinocchio e poi in diverse serie animate di Topolino.

### Mezzacoda il coyote
Mezzacoda il coyote (Bent-Tail the Coyote) e Mezzacoda Junior (Bent-Tail Junior), noti anche come Coda-a-gancio e Codino, sono due nemici di Pluto che cercano sempre di rubare del cibo a cui il cane fa la guardia (principalmente bestiame). Mezzacoda fa la sua prima apparizione nel corto La leggenda della Roccia del Coyote (1945), dove cerca di mettere le zampe su un gregge di pecore. A partire dal suo secondo cortometraggio, I predoni del deserto (1949), lavora insieme al proprio cucciolo. I due coyote riappaiono nei corti del 1950 I desperados del Far West e Tra i due briganti il terzo pure. Nello stesso anno, Gil Turner li inserisce in due storie a fumetti con protagonista Lupetto: Il Lupo cattivo pescatore e Lupetto e il coyote (in quest'ultima appare solo Mezzacoda Junior). Nel 1961 riappaiono nell'episodio di Disneyland Il grido del coyote, e nel 2000 Luca Boschi e Donald Soffritti rispolverano i due personaggi per la storia Pluto e il lamento del coyote, che si ispira parzialmente a Cane da pastore. A differenza di quanto accade nei cartoni animati, nelle loro apparizioni fumettistiche i coyote sono in grado di parlare.